# Auernig
Der Auernig (2130 m ü. A.) ist der Hausberg von Mallnitz in Kärnten. Er liegt in der Ankogelgruppe östlich über Mallnitz.
Der Törlkopf dahinter, der wesentlich höher ist, wird von ihm vollständig verdeckt.

## Routen
- Mallnitz – Auernig (900 Höhenmeter, 3 Stunden). Kürzester, aber sehr steiler Anstieg durch den Wald, Weg markiert. Pfad jedoch teilweise nicht deutlich erkennbar.
- Mallnitz – Dösental – Wolligerhütte – Auernig (900 Höhenmeter). Weitere Strecke, aber nicht so steil. Weg markiert. Bis zur Wolligerhütte verkehrt auch der Nationalpark Wanderbus
- Auernig – Törlkopf (2446 m, rund 300 Höhenmeter)

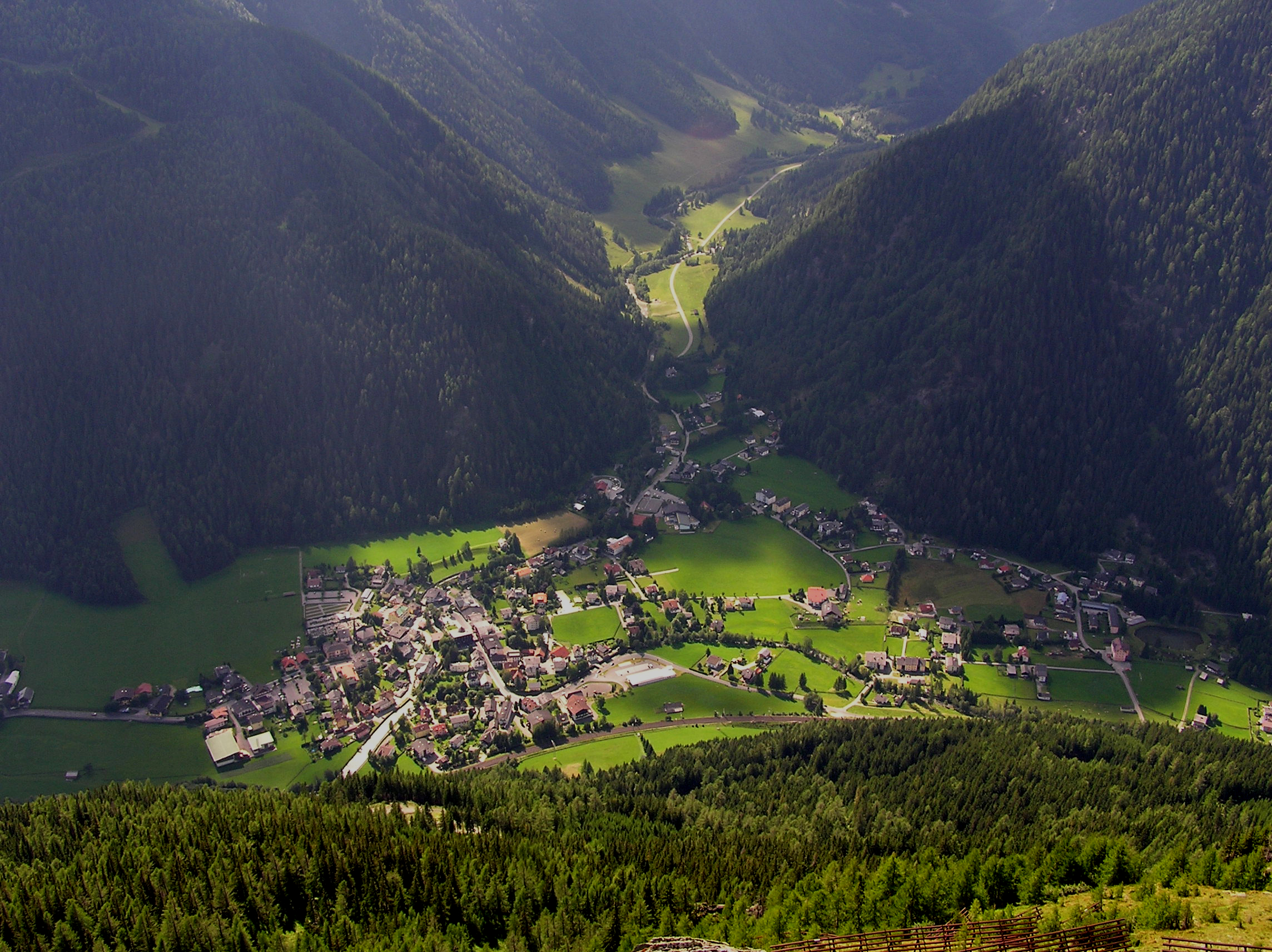
Blick vom Auernig nach Mallnitz
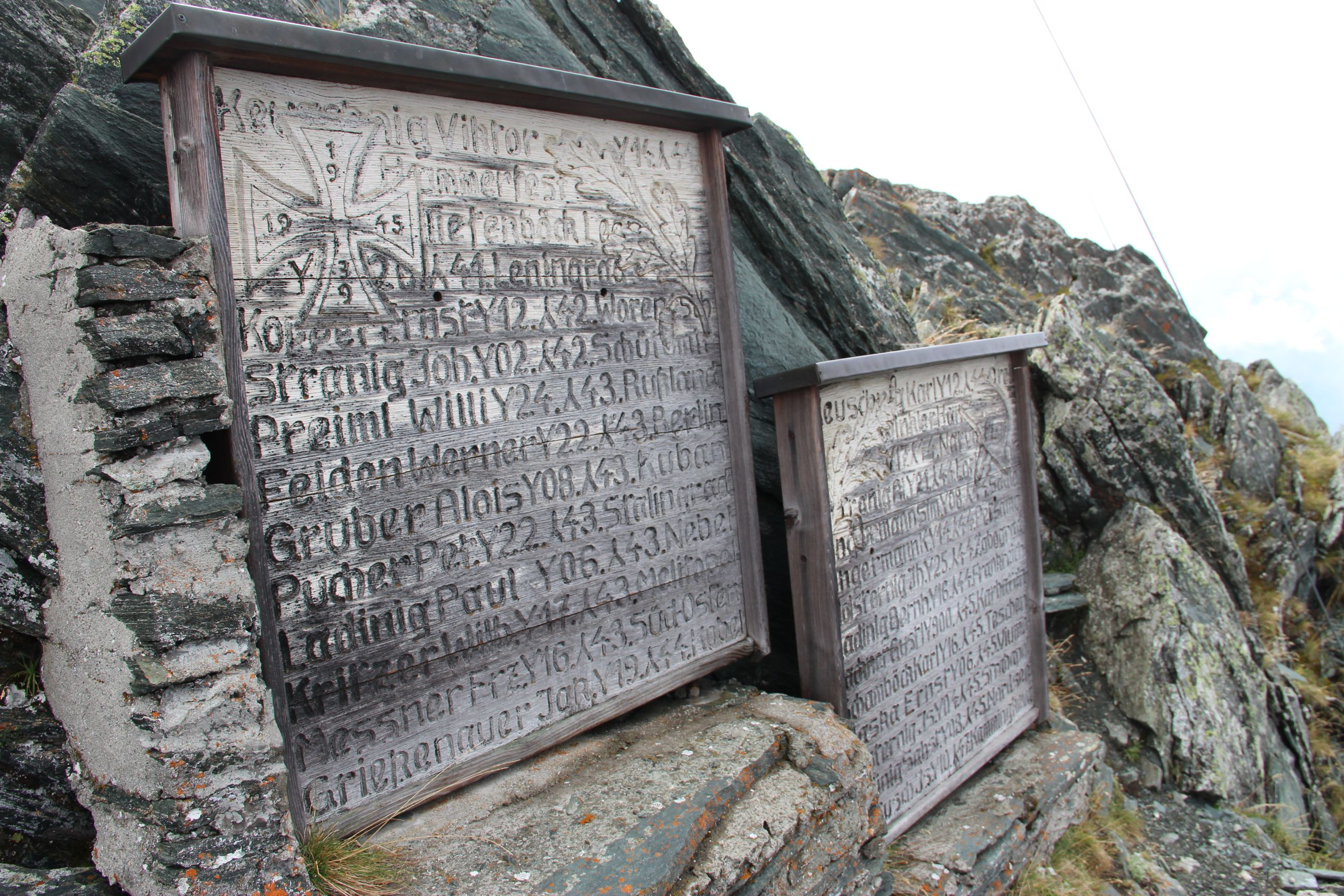
Gedenktafel am Fuß des Gipfelkreuzes